# Kristin Hrádek
Kristin Hrádek (německy Christianenburg) je lovecký zámeček u hranic s Německem nedaleko Děčína a Děčínského Sněžníku.

## Historie
Barokní zámek nechal v letech 1734–1735 postavit hrabě Jan Josef z Thun-Hohensteinu na místě zvaném Hühnerhügel a pojmenoval jej po své první manželce Marii Kristýně z Hohenzollernu. Jan Josef byl v té době jediným držitelem dominií Klášterec nad Ohří, Děčín a Choltice. Ve třicátých letech 18. století postavil v Podmoklech dvůr, v němž zřídil zbrojnici (Jagdzeughaus) a psinec.
Kristin Hrádek byl postaven v rozsáhlých lesích děčínského panství, které se táhly od Tisé a Děčínského Sněžníku až k Labi. Měl představovat zázemí pro lovce během lovů na panství. Snad zároveň se zámečkem došlo k výstavbě hájovny a hospodářského zázemí. Ve zprávě z roku 1767 se uvádí, že zde hrabě nechal vytvořit místo strážce hranic. Tím byl jmenován Pankrác Müller a jeho úkolem bylo dohlížet na zachování hranic panství se Saskem, dále chránit lesy před zloději a také hlídat zámeček.
Změna přišla v první polovině 19. století s novým majitelem Františkem Antonínem Thun-Hohensteinem, za kterého zažilo panství nebývalý rozmach, ale zároveň došlo k utlumení konání lovů. František Antonín místo toho totiž podporoval školství, průmysl a moderní hospodářské metody. Do obliby se lovy vrátily ve druhé polovině 19. století, kdy byl majitelem český místodržitel a rakouský ministerský předseda hrabě (od roku 1911 kníže) František Thun. V této době sem přijížděli Schwarzenbergové, Lobkovicové, Nosticové či baron Ringhoffer, objevovali se tu také Habsburkové (např. korunní princ Rudolf či František Ferdinand d'Este). Ve vlastnictví Thun-Hohensteinů byl do roku 1945. Poslední šlechtický majitel, kníže František Antonín Thun-Hohenstein na přelomu dvacátých a třicátých let 20. století spolu se svou manželkou Františkou z Lobkovic přesídlil z Děčína na Jílové. Ve třicátých a čtyřicátých letech 20. století zámeček sloužil jako letní sídlo. V roce 1945 Vlasovci zámek vyrabovali a následně byl zkonfiskován a Thun-Hohensteinové museli opustit republiku. Lesy a další lesní objekty, včetně Kristina Hrádku připadly státním lesům.
V té době zámecký komplex tvořila trojice objektů – lesovna, hájovna a dům k ubytování dělníků. Po roce 1948 se plánovaly opravy hájovny, ovšem kvůli vytvoření hraničního pásma, ve kterém se ocitl i Kristin Hrádek, z toho sešlo. Objekty tak postupně chátraly a hrozila jejich demolice. V roce 1966 došlo k uvolnění situace v pohraničí a v sedmdesátých letech proběhla alespoň částečná renovace zámečku. Hlavní rekonstrukce ovšem proběhla až v devadesátých letech 20. století, kdy došlo k úpravám pro vytvoření ubytovacího a restauračního zařízení. V roce 2009 zámeček od Lesů ČR odkoupila společnost Kristin hrádek.

## Galerie

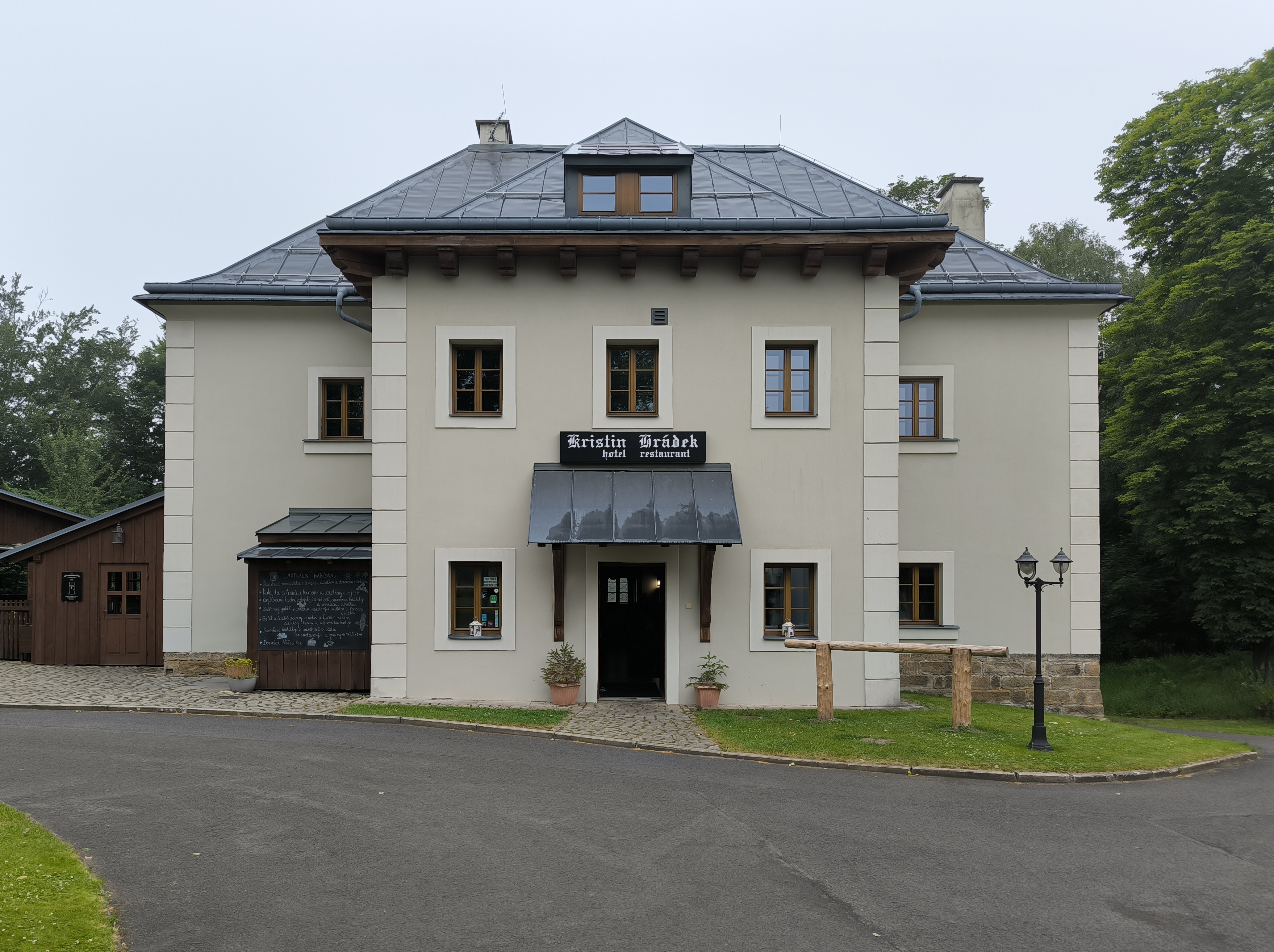
Hlavní budova s restaurací
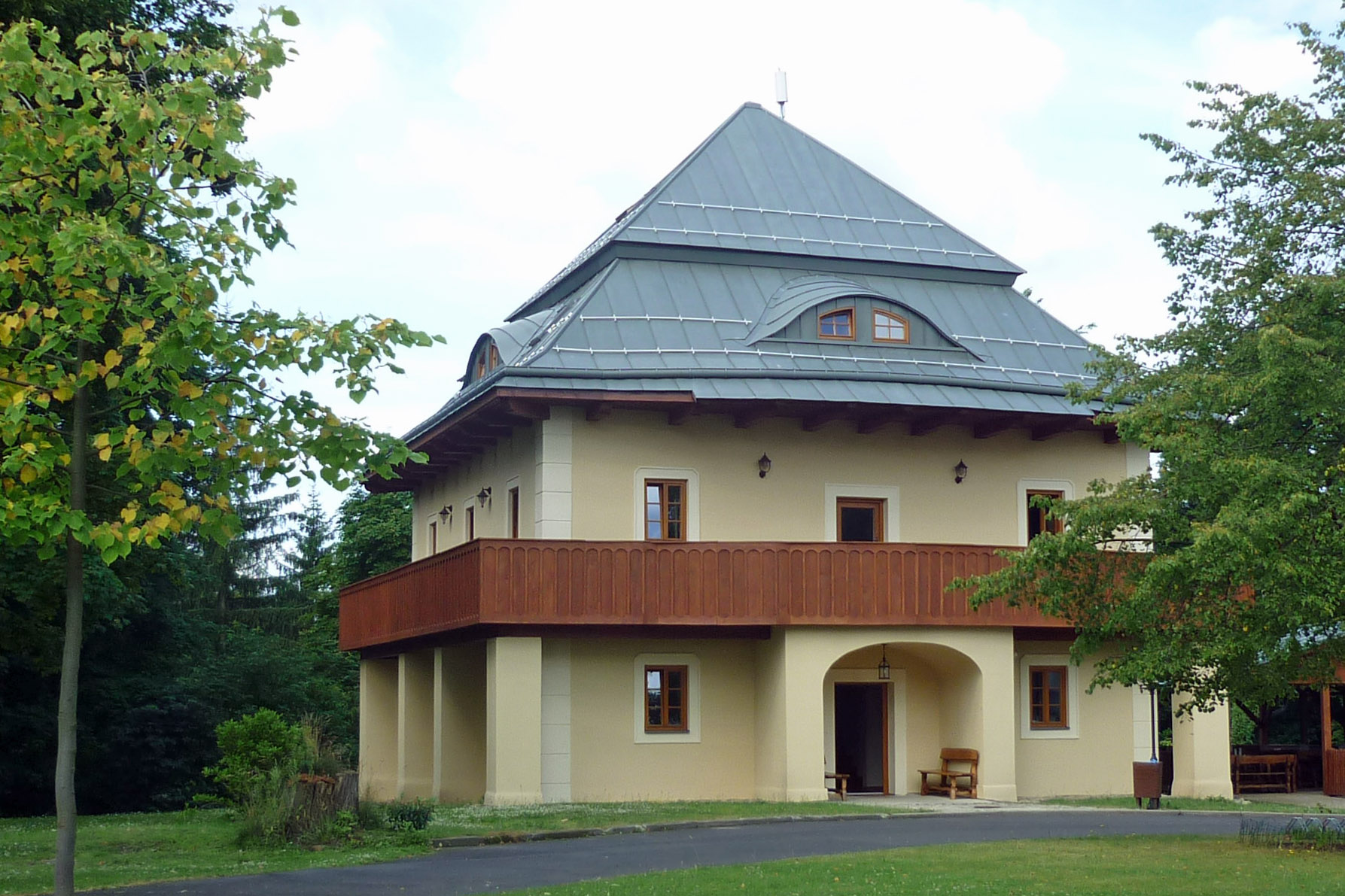
Vedlejší budova s apartmány
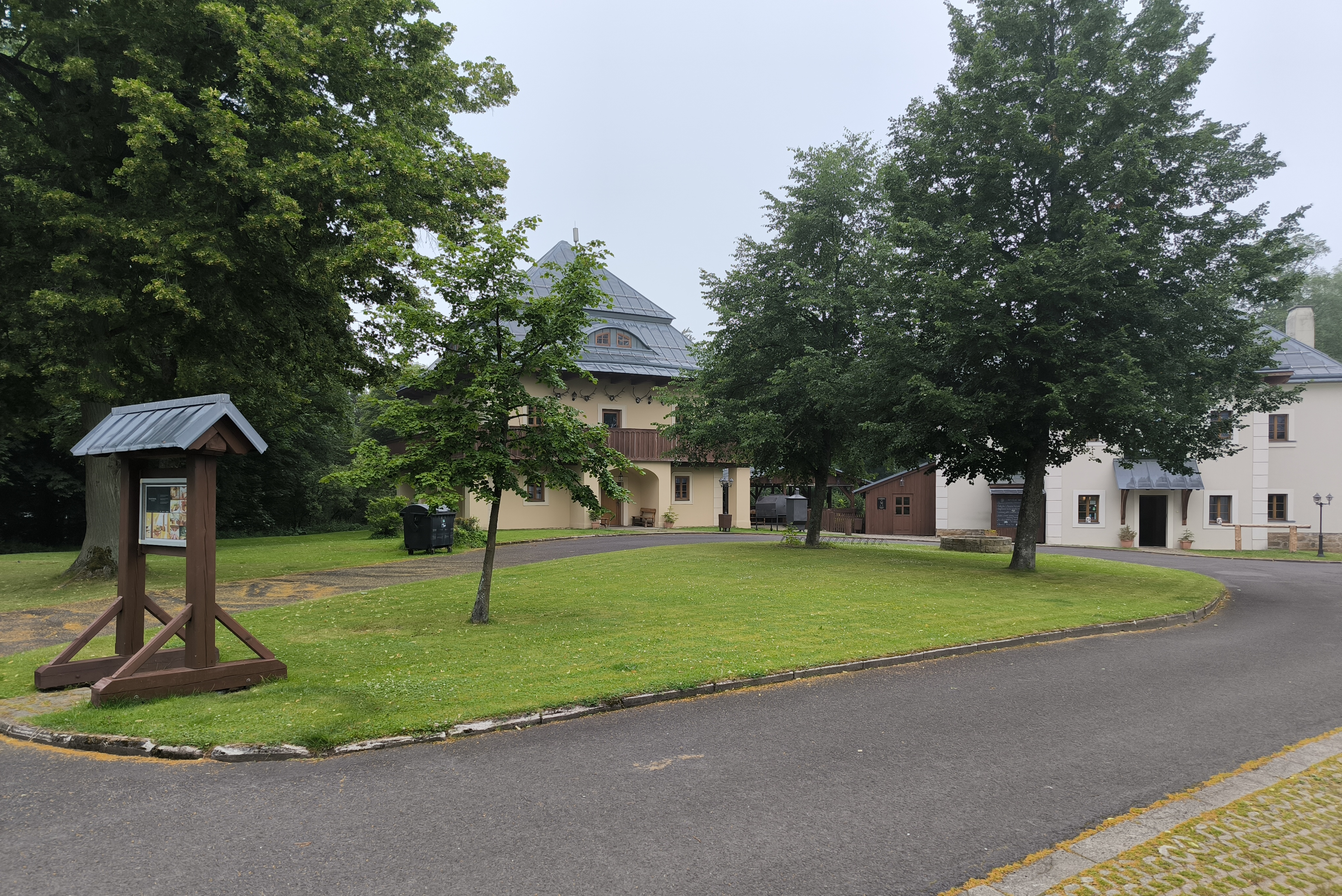
Nádvoří